# ボビー・ハンフリー (ミュージシャン)
ボビー・ハンフリー（Bobbi Humphrey、1950年4月25日 - ）は、アフリカ系アメリカ人のジャズ・フルート奏者。曲によってはボーカルも兼任している。

## 来歴
テキサス州マーリンで生まれ、ダラスで育った。彼女は高校時代よりフルートを始め、南メソジスト大学に在学していた頃、同校で行われたタレント・コンテストを観ていたディジー・ガレスピーに見初められ、ニューヨーク進出を勧められた。そして、1971年6月にニューヨークへ移住し、レコーディング契約を探して、アトランティック・レコードなどから断られた後ブルーノート・レコードとの契約を得た。ステージ・ネームの「ボビー」は、本名の「バーバラ」を短縮したもので、当時ブルーノートのプロデューサーであったジョージ・バトラーの案による。
ハンフリーは1971年9月17日から18日、リー・モーガンのリーダー・セッションに参加し、それから約2週間後には、モーガンらをサイドマンに迎えて自身のアルバム『フルート・イン』を録音した。ハンフリーの初期2作はバトラーのプロデュースによる正統派ジャズ寄りの作品だったが、その後、バトラーの秘書からドナルド・バードのアルバム『ブラック・バード』を聴かされ感銘を受けたのを機に、同作にも参加していたマイゼル兄弟と組んで、よりファンク色の強い音楽性に移行した。
1974年のアルバム『ブラックス・アンド・ブルース』では、初めてボーカルも兼任し、同作はBillboard 200で84位を記録。そして、アルバム『サテン・ドール』（1974年）は、翌1975年にBillboard 200で30位、『ビルボード』のR&Bアルバム・チャートで5位を記録するヒット作となった。しかし、セールスが好調であるにもかかわらず、印税の前払いも満足に支払われなかったことから、ハンフリーはブルーノートに不満を抱くようになり、最終的にエピック・レコードへ移籍した。また、ハンフリーは以前より親交のあったスティーヴィー・ワンダーのアルバム『キー・オブ・ライフ』（1976年）収録曲「アナザー・スター」にゲスト参加しており、その後、ワンダーはハンフリーのアルバム『フリースタイル』（1978年）収録曲「ホームメイド・ジャム」のレコーディングに参加した。エピックからは合計3枚のアルバムをリリースし、1980年代にはライブ活動は継続していたがアルバム制作は途絶え、唯一1980年代末期にマラコ・レコードから『シティ・ビート』を発表するにとどまった。
1994年、自身のレーベル「パラダイス・サウンズ」からアルバム『Passion Flute』を発表した。2002年には、以前よりハンフリーの曲をサンプリングしてきたラッパー、コモンのアルバム『エレクトリック・サーカス』にゲスト参加した。

## ディスコグラフィ

### リーダー・アルバム
- 『フルート・イン』 - Flute-in（1971年、ブルーノート）
- 『ディグ・ジス』 - Dig This!（1972年、ブルーノート）
- 『ブラックス・アンド・ブルース』 - Blacks and Blues（1974年、ブルーノート）
- 『ボビー・ハンフリー・ライヴ・アット・モントルー』 - Live in Montreux（1974年、ブルーノート）
- 『サテン・ドール』 - Satin Doll（1974年、ブルーノート）
- 『ファンシー・ダンサー』 - Fancy Dancer（1975年、ブルーノート）
- 『テイラー・メイド』 - Tailor Made（1977年、エピック）
- 『フリースタイル』 - Freestyle（1978年、エピック）
- 『グッド・ライフ』 The Good Life（1979年、エピック）
- 『シティ・ビート』 - City Beat（1988年、マラコ）
- Passion Flute（1994年、パラダイス・サウンズ）

### 主なセッション参加作品
- リー・モーガン
  - 『リー・モーガン・ラスト・アルバム』 - Lee Morgan（1972年、ブルーノート）※1971年録音
- スティーヴィー・ワンダー
  - 『キー・オブ・ライフ』 - Songs in the Key of Life（1976年、モータウン）
- トム・ブラウン
  - No Longer I（1988年、マラコ）
- グウェン・ガスリー
  - 『ライフライン』 - Lifeline（1988年、ワーナー・ブラザース・レコード）
- コモン
  - 『エレクトリック・サーカス』 - Electric Circus（2002年、MCAレコード）